# مستنقع البطانية

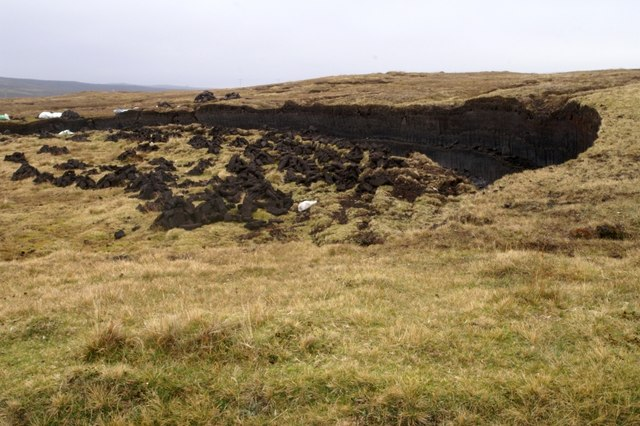
مستنقع البطانية في جزر شتلاند، مع بعض الخث

مستنقع البطانية (بالإنجليزية: Blanket bog) أو بطانية المستنقعات والمعروفة أيضًا باسم مستنقع الريش، هي منطقة من أراضي الخث، تتشكل عندما يكون هناك مناخ من الأمطار الغزيرة ومستوى منخفض من التبخر، مما يسمح للخث بالتطور ليس فقط في الأجوف الرطبة ولكن أيضًا على مساحات كبيرة من الأرض المتموجة. تنهار طحالب المستنقعات وغيرها من نباتات المستنقعات ببطء شديد لتشكل طبقة من الخث تدريجياً، يتراوح عمق الخث من 50 سم إلى 3 أمتار في المتوسط، الأعماق التي يصل طولها إلى 8 أمتار ليست شائعة. ينتشر هذا النوع من المستنقعات على نطاق واسع في جميع أنحاء نصف الكرة الشمالي وبالأخص في أيرلندا وبريطانيا، وبمساحات أقل في في نصف الكرة الجنوبي بسبب خطوط العرض المنخفضة نسبيًا لمناطق الأرض الرئيسية. تعد بطانية المستنقعات واحدة من الموائل شبه الطبيعية الأكثر شيوعا في بريطانيا، حيث تغطي حوالي 1.8 مليون هكتار - 23٪ من مساحة اسكتلندا. تمتلك اسكتلندا كمية كبيرة من الموارد الأوروبية والعالمية لهذا الموئل النادر.
في بعض مناطق أوروبا، يُعزى انتشار هذا النوع من المستنقعات إلى إزالة الغابات منذ العصور القديمة.

## أنواع
تعد مستنقعات البطانيات أشهر أراضي الخث في أيرلندا، حيث تطورت الموائل إلى: مستنقعات بطانية أطلنطية تغطي الساحل الغربي من مستوى سطح البحر ومستنقعات بطانية جبلية على سلاسل الجبال فوق ارتفاع 200 متر.

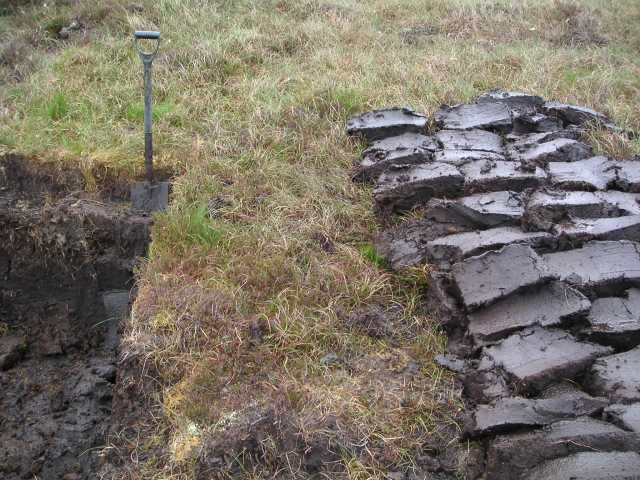
الخث في لويس، اسكتلندا

## حصاد الخث
في العديد من المناطق يتم زراعة الخث كوقود أحفوري ويستخدم إما في توليد الكهرباء أو كوقود صلب محلي للتدفئة. في جمهورية أيرلندا، تمتلك شركة "Bord na Móna" المملوكة للدولة مساحات كبيرة من أراضي المستنقعات في السهول الوسطى لحصد الخث ولتوليد الكهرباء عن طريق حرق الخث في محطة تم إطلاقها في  بلدة بيلاكوريك، لكنها أغلقت منذ سنوات عديدة، وتضم المنطقة الآن مزرعة رياح كبيرة لتوليد الكهرباء. 
يتم الآن الحفاظ على بعض المستنقعات بواسطة المنظمات الحكومية في كل من أيرلندا وبريطانيا، حيث أن هذا الموئل يتعرض الآن للتهديد من الحصاد المكثف.

## فوائد
توفر مستنقعات البطانية ملجأ طبيعي للتنوع البيولوجي الغني بالأنواع العديدة من النباتات النادرة والطيور والأنواع اللافقارية، كما أنها تقوم  بتخزين المياه مما يجعلها مصدر امداد للمياه، كما أنها تساعد في الحفاظ على معدلات تدفق ثابتة لمياه الأنهار مما يقلل من مخاطر الفيضان في مجرى النهر.

## روابط خارجية
- أنواع مستنقعات البطانية في أيرلندا (البني الغامق مستنق جبلي - البني الفاتح مستنق أطلطني)